# JoAnn Dahlkoetter
JoAnn Dahlkoetter is een Amerikaans triatlete, schrijfster en sportpsycholoog. Ze werd in 1983 tweede op de Ironman Hawaï. Met een tijd van 10:58.21 eindigde ze voor Julie Leach. Haar tussentijden waren: (zwemmen 1:14.04, fietsen 6:02.29, hardlopen 3:41.48).
Op 13 juli 1980 won Dahlkoeter de marathon van San Francisco in een tijd van 2:43.20. Een jaar later schreef ze de marathon van San Diego op haar naam in 2:48.55 en werd ze derde op de marathon van Los Angeles.

## Belangrijke prestaties

### triatlon
- 1982:  Ironman Hawaï (okt) - 10:58.21

### atletiek
- 1980:  marathon van San Francisco - 2:43.20
- 1981:  marathon van San Diego - 2:48.55
- 1981:  marathon van Los Angeles - 2:45.15,3

## Boeken
- Your Performing Edge: The Complete Mind-Body Guide to Excellence in Sports, Health and Life, Pulgas Ridge Press, januari 2002, ISBN 978-0970407962[1]

- International Standard Name Identifier: 0000 0000 3751 9915
- Library of Congress Control Number: n2002109351
- Virtual International Authority File: 14135174
- WorldCat: E39PBJqBwQ4qpdKFMcRvyHtqcP